# Ring Ring (Fabri Fibra)
Ring ring è un singolo del rapper italiano Fabri Fibra, il secondo estratto dall'album Guerra e pace e pubblicato il 29 marzo 2013.

## Il brano

### Testo
Nel testo il rapper marchigiano tenta di trasmettere un messaggio dell'inseguire i propri sogni, facendo prima l'esempio di lui che quando aveva iniziato a fare rap tutti lo definivano come un "coglione", ma lui non si è fatto sottomettere dallo stress (Tu che pensavi lo stress mi avesse ucciso ora senti questo inciso l'ho scritto anche per te) e che invece adesso che ha avuto successo con il rap tutti lo imitano e lo seguono (Non vedi quanta gente c'è, quanta gente, lo stadio è pieno, non vedi quanta gente c'è come me), e poi mette a confronto la sua storia con quella dell'ascoltatore dicendogli di combattere contro le avversità come se fosse in un ring (Ring ring come a lotta libera nel ring ring).

## Video musicale
Il videoclip ufficiale del brano, per la regia di Gaetano Morbioli e la produzione di Run Multimedia, è stato pubblicato sul canale ufficiale di YouTube dell'artista il 2 maggio 2013 e vede la partecipazione di Clementino, rapper con il quale Fibra aveva già collaborato nel 2012 nel progetto Rapstar. Il video, montato con numerosissimi effetti speciali, è stato girato in quello che sembrerebbe un aeroporto, dove si vedono Fabri Fibra e Clementino sfrecciare a bordo di una jeep d'epoca, ballando e cantando a bordo di essa. Si alternano anche parti non cantate, dove Fabri Fibra e Clementino interpretano per due volte, invertendosi i ruoli fra di esse, un venditore di sigarette elettroniche e un cliente che chiede una sigaretta per "fumare digitale". Il video è stato girato nell'Aeroporto di Verona-Boscomantico.

## Tracce
1. Ring Ring – 3:14

## Classifiche
| Classifica (2013) | Posizione massima |
| ----------------- | ----------------- |
| Italia            | 61                |